# Yukio Mishima
Yukio Mishima (jap. 三島 由紀夫) bio je pseudonim kojeg je rabio Kimitake Hiraoka 平岡 公威 (14. siječnja 1925. – 25. studenog 1970.), japanski pisac,  pjesnik,  dramaturg,  nacionalist,  glumac,  model, redatelj i osnivač paravojne organizacije Tatenokai; također poznat i po ritualnom samoubojstvu (Seppuku) nakon neuspjelog izvršenja državnog udara.

## Djela
- Ispovijesti maske, 1949.
- Žeđ za ljubavlju, 1950.
- Zabranjene boje, 1951-1953
- Smrt zbog ljeta, 1953.
- Huk valova, 1954.
- Zlatni paviljon, 1956.
- Poslije banketa, 1960.
- Patriotizam, 1961.
- Mornar koji je iznevjerio more, 1963.
- Akt obožavanja, 1965.
- Markiza de Sabe, 1965.
- More plodnosti, 1965-1970
- Put samuraja, 1967.
- Sunce i čelik, 1968.
- Proljetni snijeg, 1969.
- Pomamni konj, 1969.
- Hram svitanja, 1970.
- Pad anđela, 1971.

## Vanjske poveznice
- The Mishima Yukio Cyber Museum  Arhivirana inačica izvorne stranice od 7. ožujka 2008. (Wayback Machine)
- Web page devoted to Yukio Mishima
- Yukio Mishima: A 20th Century Samurai
- Short bio with photo  Arhivirana inačica izvorne stranice od 19. lipnja 2008. (Wayback Machine)
- Entry from "CLASSIC GAY LITERATI" page  Arhivirana inačica izvorne stranice od 14. listopada 2007. (Wayback Machine)
- Sacred Visions of Splendor  Arhivirana inačica izvorne stranice od 16. srpnja 2011. (Wayback Machine), essay on the meaning of Yukio Mishima's suicide
- Mishima chronology, with links
- YUKIO MISHIMA: The Harmony of Pen and Sword Ceremony commemorating his 70th Birthday Anniversary
- Blood and Flowers: Purity of Action in The Sea of Fertility
- "I Cut Off the Head of Yukio Mishima"  Arhivirana inačica izvorne stranice od 14. veljače 2008. (Wayback Machine)
- Film review of Yukoku (Patriotism)
- Article about ritual suicide (Seppuku) (archived at the WaybackMachine)
- Short interview clip from Yukio Mishima: Samurai writer BBC documentary  Arhivirana inačica izvorne stranice od 10. srpnja 2007. (Wayback Machine)